# دکل مخابراتی

دکل خود ایستای ۳۰ متری سه‌پایه در منطقه درب کلات یاسوج با کاربری موبایل(BTS)

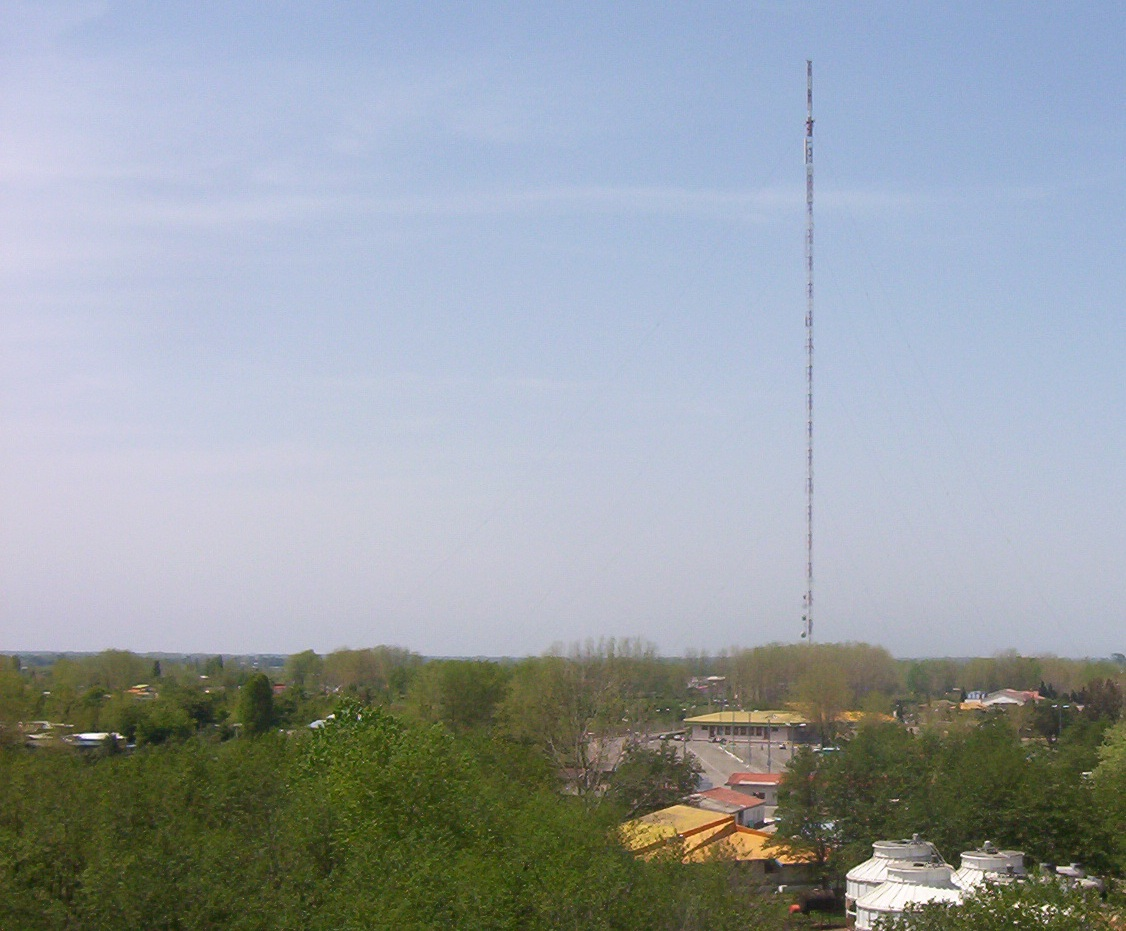
دکل مهاری تلویزیونی زیباکنار

دکل‌های مخابراتی دکل‌هایی هستند که برای مقاصد مخابراتی از قبیل نصب دیش‌‌های(ار اف اس)یامایکروویو، آنتن‌های رادیو، تقویت آنتن‌های موبایل، آنتن‌های بیسیم و… استفاده می‌شود.

## واژه شناسی دکل
اصطلاحات “دکل” و “برج” اغلب به جای یکدیگر استفاده می شوند. با این حال، از نظر مهندسی سازه، یک برج یک سازه خود نگهدار یا کنسول است، در حالی که یک دکل توسط افراد نگه داشته می شود. مهندسان پخش در بریتانیا از همین اصطلاحات استفاده می کنند. دکل یک سازه زمینی یا پشت بامی است که آنتن ها را در ارتفاعی پشتیبانی می کند که بتوانند امواج رادیویی را به طور رضایت بخشی ارسال یا دریافت کنند. دکل های معمولی از شبکه فولادی یا ساختار فولادی لوله ای ساخنه شده اند. خود دکل ها هیچ نقشی در انتقال مخابرات سیار ندارند. دکل‌ها (برای استفاده از اصطلاحات مهندسی عمران) معمولاً برای ساخت ارزان‌تر هستند، اما نیاز به یک منطقه گسترده در اطراف آن‌ها دارند تا سیم‌ها را در خود جای دهد. برج ها بیشتر در شهرهایی که زمین در آنها کمبود است استفاده می شود. (نکته: اصطلاحی که در ایالات متحده استفاده می شود برخلاف اروپا است – در ایالات متحده، سازه هایی که دکل نامیده می شوند معمولاً سازه های نسبتاً کوچک هستند، در حالی که سازه های بزرگتر، ضخیم یا بدون خط، برج نامیده می شوند. به عنوان مثال، کمیسیون ارتباطات فدرال ایالات متحده، از “برج” برای توصیف سازه هایی مانند برج های انتقال رادیو و تلویزیون استفاده می کند.

## انواع دکل‌های مخابراتی

### دکل‌های خودایستا
دکل‌های خودایستا اصطلاحاْ به دکل‌هایی گفته می‌شود که دارای ۳ یا ۴ پایه بوده و پایه‌ها با اعضای خرپائی به هم متصل می‌شوند.

#### دکل‌های خودایستا چهارپایه

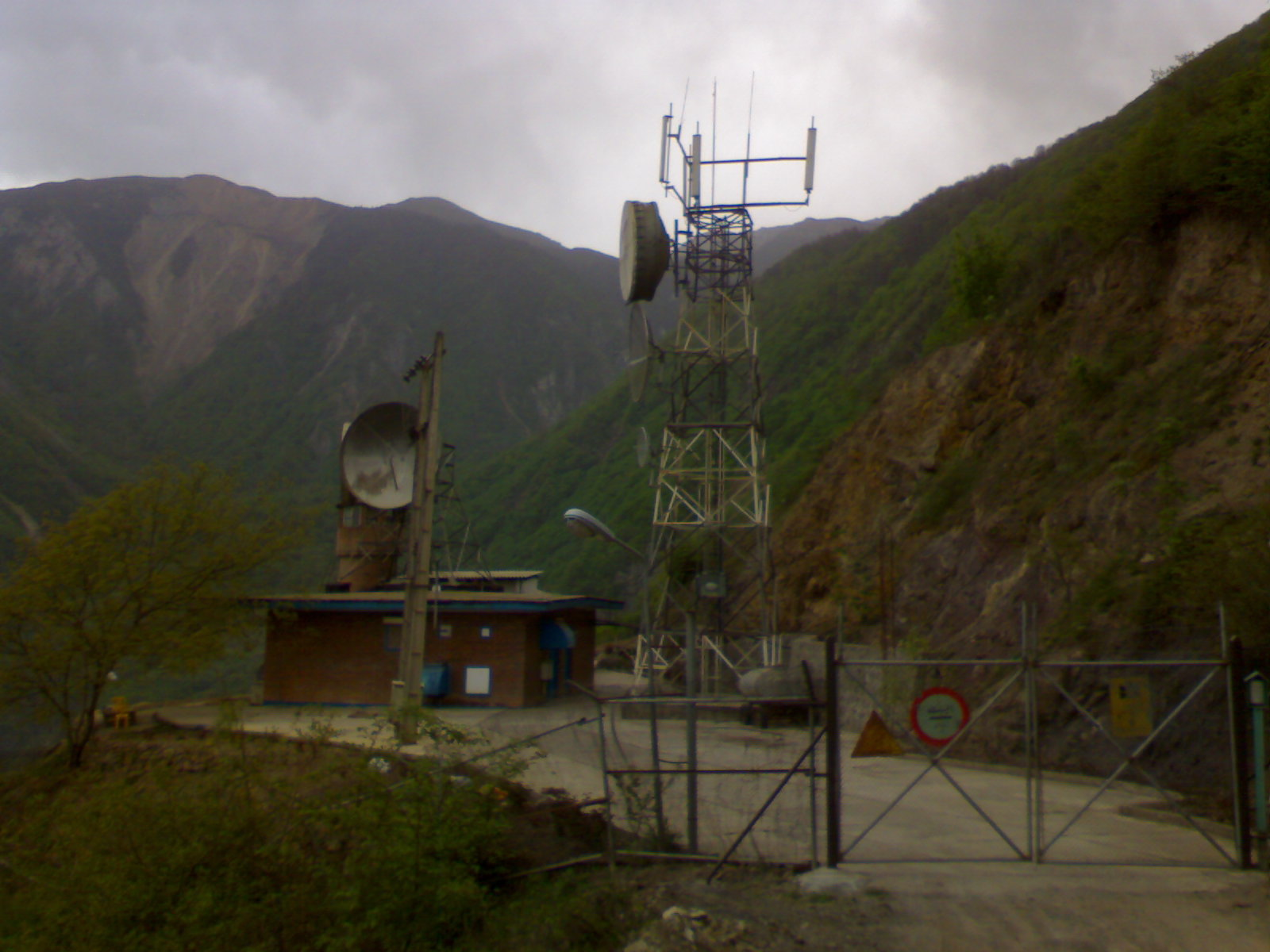
دکل چهارپایه خودایستا در منطقه سیاه‌بیشه آمل.

این نوع دکل‌ها به صورت چهارپایه بوده که معمولاَ تمام قطعات دکل از نبشی ساخته می‌شود که به وسیلهٔ پیچ و مهره به یکدیگر متصل می‌شوند.
این دکل‌ها برای بارهای زیاد و معمولاً برای ارتفاع‌های بلندتر از ۲۴ متر استفاده می‌شود.

#### دکل‌های خودایستا سه‌پایه
دکل‌های خودایستا سه‌پایه دکل‌هایی هستند که به صورت مشبک بوده و دارای سه‌پایه می‌باشد.
پایه‌ها اکثراَ از لوله و اعضای داخلی به صورت خرپائی از نبشی ساخته می‌شود.
در ساخت پایه‌ها از نبشی، نبشی ۶۰ درجه، میل گردهای توپر، پرفیل‌های خمکاری شده و… نیز استفاده می‌شود.
اعضای داخلی (بریس‌ها) از نبشی، لوله، میلگرد ساخته می‌شود.
این نوع دکل‌ها برای نصب آنتنهای ماکروویو، آنتنهای موبایل و بیسیم استفاده می‌شود.

### دکل‌های مهاری
دکل‌های مهاری به دکل‌هایی گفته می‌شود که به وسیلهٔ سیم مهار به زمین یا تکیه گاه دیگری مهار گردد.
این نوع دکل‌ها به دلیل وزن پایین و سبکی وزن مزیت دارد و در مکان‌هایی که فضا به قدر کافی موجود باشد استفاده می‌گردد. اغلب در شبکه تلفن همراه، رادیو و بیسیم و شبکه‌های رایانه‌ای مورد استفاده قرار می‌گیرد.
این دکل‌ها قابلیت نصب در پشت بام منازل و ادارات را داشته علاوه بر اینکه ارتفاع ساختمان به بلندی محل نصب آنتن‌ها کمک کرده در مناطق شهری مزیت فراوانی دارد.
این نوع دکل‌ها در صورتی که روی زمین نصب گردد نیاز به فضای زیادی جهت نصب سیم مهارها دارد.
به خاطر سبکی وزن، بهای این دکل‌ها کمتر از دکل‌های دیگر بوده و نصب آن‌ها ساده و کم هزینه‌است.
این دکل‌ها بسته به ابعاد و نوع ساخت به جند دسته تقسیم می‌شوند از انواع آن می‌توان به دکل‌های سری G اشاره کرد که با انواع G25, G35, G۴۵ تولید می‌شوند این دکل‌ها به صورت سه ضلعی و به صورت سکشن‌های سه متری که پایه‌ها از لوله نمره ۳ بوده که به وسیله میل گردهای نمره ۸ یا ۱۰ به صورت خرپائی به هم متصل می‌شود این دکل‌ها ابتدا توسط کارخانه دکل سازی ROHN کانادا تولید می‌شده که اکنون در بعضی مواقع با نام این کارخانه شناخته می‌شوند. این نوع از دکل‌های مهاری با باربری بسیار کم بوده و تنها برای نصب آنتن‌های بی‌سیم یا دیش‌های کوچک اینترنت استفاده می‌گردد. عدد مقابل G نشان دهنده عرض قاعده بخش‌ها به سانتیمتر می‌باشد. این دکل‌ها به دلیل سبکی بیشتر در پشت بام‌ها نصب می‌شوند و در هر ۹ متر به وسیله سیم مهار از سه جهت مهار می‌شوند.

دکل‌های تک‌پایه

دکل ۳۰ متری تک‌پایه شهرک اندیشه تهران با کاربریپارازیت شهری

دکل‌های تک‌پایه یا مونوپل به دکل‌هایی گفته می‌شود که یک پایه داشته باشند. این دکل‌ها با مقاطع چند وجهی ساخته می‌شود.
این نوع دکل‌ها بر روی یک پایه استوار بوده و لنگر زیادی در پای دکل وجود دارد.
لرزش این دکل‌ها به تناسب بقیه دکل‌ها بیشتر می‌باشد. این نوع دکل‌ها با توجه به فضای کمی که اشغال می‌کنند مورد توجه قرار گرفته و در محیط‌های شهری که زمین از ارزش بالائی برخوردار است استفاده می‌شود. ظرفیت باربری آن‌ها محدود بوده و در اکثر مواقع تنها برای شبکه موبایل استفاده می‌شود. این دکل‌ها تنها با جرثقیل نصب می‌شود بنابراین در محلی باید نصب شود که امکان حرکت و نصب با جرثقیل وجود داشته باشد.

### دکل‌های بازتابی
دکل‌های بازتابی یا پسیو رفلکتور دکل‌هایی هستند که به صورت آینه امواج رادیوئی را منعکس می‌کنند. در مناطقی که به دلیل موانع طبیعی مانند کوه دکل‌ها برای انتقال امواج دچار مشکل شوند، برای دور زدن کوه از این نوع دکل‌ها استفاده می‌کنند. این نوع دکل‌ها دارای پنل بزرگی بوده که زاویه آن قابل تنظیم می‌باشد.

## طراحی دکل
مبنای طراحی دکل‌ها بر اساس بار ناشی از باد خواهد بود. البته باید مقاومت و تغییرشکل آن برای بارهای ناشی از زلزله نیز کنترل گردد.
در طراحی دکل‌ها از آئین‌نامه‌ها و استانداردهای متعددی به شرح ذیل استفاده می‌شود.
یکی از کاربردی ترین نرم افزار ها در طراحی دکل RISA TOWER می یاشد که نسخه جدید آن TNX Tower دارای قابلیتهای پیشرفته تری است .
- آئین‌نامه ۲۸۰۰ ایران
- آئین‌نامه فولاد AISC
- استاندارد طراحی دکل‌های مخابراتی EIA-RS-222-F

## ساخت دکل
دکل‌ها به صورت قطعات پیش ساخته قابل مونتاژ ساخته می‌شوند. متریال استفاده شده اغلب از آهن نوع ST۳۷ و در برخی قطعات برای مقاومت بیشتر از نوعST۴۴ یاST۵۲ استفاده می‌شود.
قطعات دکل پس از ساخت جهت جلوگیری از خوردگی و زنگ زدگی گالوانیزه گرم می‌شود.
پیچ و مهره‌های دکل‌ها اغلب از نوع پیچهای مقاوم A۳۲۵ یا معادل آن گرید ۸٫۸ بوده و به صورت گالوانیزه گرم استفاده می‌شود. یکی ار تولیدکنندگان مطرح در ایران شرکت پردازشگران عصر اطلاعات می باشد .

## پی

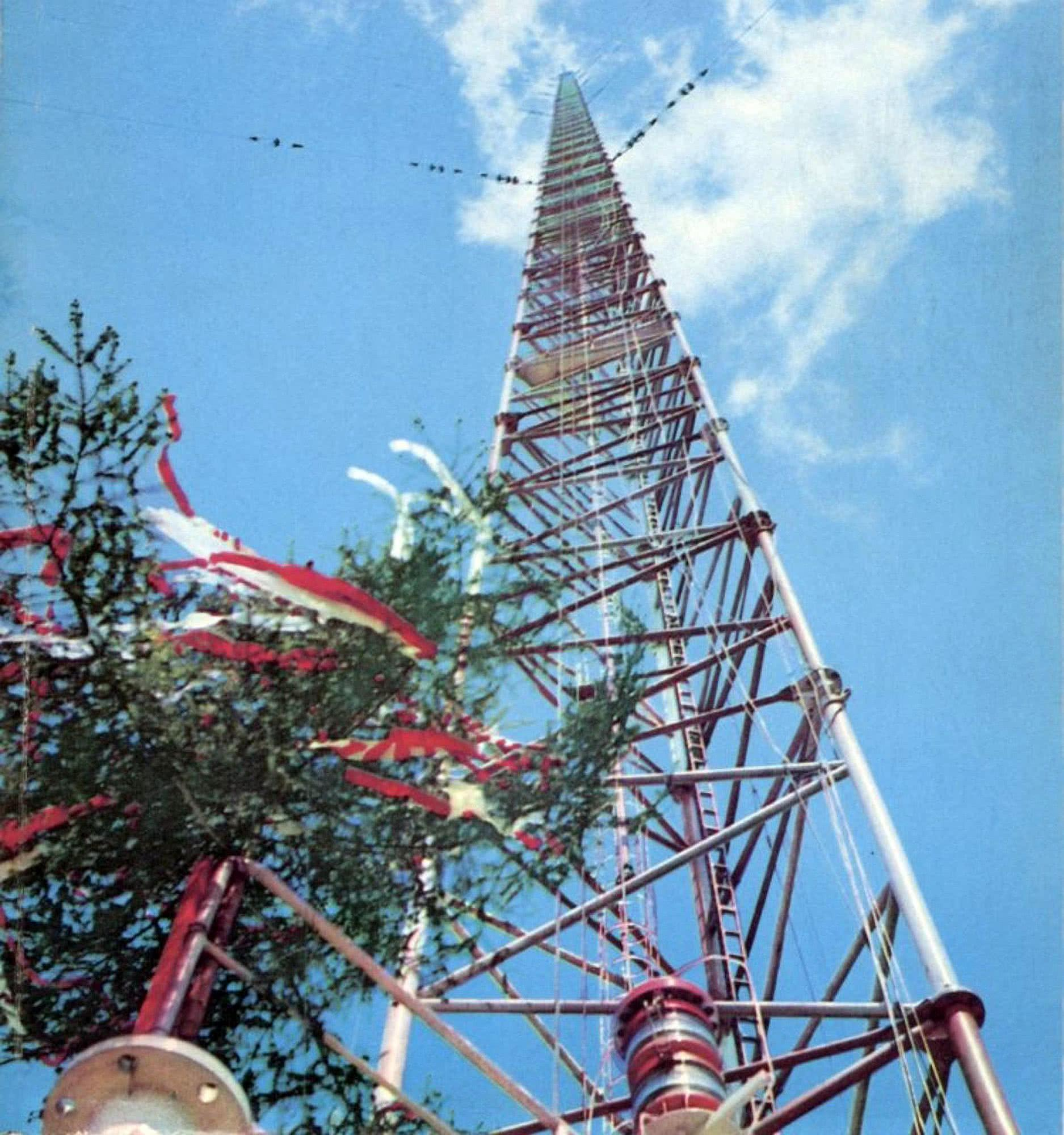
دکل رادیویی ورشو تا پیش از سقوطش در تاریخ ۸ اوت ۱۹۹۱ بلندترین سازه در جهان محسوب می‌شد و حالا دومین سازه جهان بعد از برج خلیفه

مبنای طراحی فونداسیون‌های دکل‌های مخابراتی جهت لهیدگی و واژگونی استوار است. در استاندارد EIA-RS-222-F برای فونداسیون‌ها حداقل عمق طی فرمول‌هائی تعریف شده با توجه به اینکه دکل‌ها در برابر وزش باد مستعد واژگونی هستند مقرون به صرفه‌ترین نوع فونداسیون‌ها فونداسیون‌های عمقی می‌باشد؛ که در دکل‌های خودایستا به دلیل بروز کشش در یکی از پایه‌ها به صورت پاشنه‌ای و در دکل‌های مونوپل به دلیل بروز گشتاور زیاد در پای دکل به صورت شمعی طرح می‌شود.
در زمین‌های سنگی به دلیل مشکلات حفاری فونداسیون‌ها به صورت سطحی و گسترده طرح می‌شود که به دلیل وزن بالای خود بتواند گشتاور ناشی از واژگونی را تحمل کند.

## سیستم روشنائی
با توجه به گسترش ارتفاع سازه‌های مسکونی و غیر مسکونی موجود در شهرها و علی‌الخصوص در اطراف فرودگاه‌ها، سازمان هواپیمایی کشوری (ایکائو) مجموعه قوانینی در این خصوص وضع نموده و استفاده از چراغ‌های هشدار دهنده در این اماکن رااجباری کرده‌است[۱].
چراغ‌های دکل کار اطلاع‌رسانی به انواع هواپیما و هلی کوپتر و آگاه‌سازی خطر را در مناطق شهری و غیر شهری انجام می‌دهند. مشخصات فنی اجزاء کلی سیستم چراغ دکل:
در حال حاضرروشنایی‌های نصب شده بر روی انواع دکل‌های مخابراتی و انتقال نیرو که بر حسب دستورالعمل سازمان هواپیمایی کشوری (ایکائو)
مورد استفاده قرار می‌گیرند، عموماً به دو دسته برقی یا خورشیدی تقسیم می‌گردند.
۱- چراغ دکل برقی: در این نوع چراغ انواع لامپ‌های موجود در بازار استفاده می‌گردد. لامپ‌های رشته‌ای، لامپ‌های LED، لامپ‌های Power LED و سایر نمونه‌های مشابه. منبع تغذیه همه آن‌ها جریان برق شهر و با ولتاژ ۲۲۰ ولت می‌باشد. در این میان برخی سایت‌های مخابراتی از چراغ‌هایی با ولتاژ ۴۸ ولت نیز استفاده می‌نمایند.
در اکثر چراغ‌های برقی اجباراً باید از فتوسل‌های چدنی بزرگ استفاده گردد و همچنین سرقت و خرابی کابل و هزینه‌های تحمیلی بابت اصلاح
و تعمیر آن‌ها، استفاده از این نوع چراغ را بسیار کاهش داده‌است.
۲- چراغ دکل با منبع تغذیه خورشیدی: با گسترش استفاده از انرژی خورشیدی در کشورهای مختلف، استفاده از چراغ دکل خورشیدی بعلت قیمت
بسیار اقتصادی، عدم نیاز به کابل و هزینه‌های مترتب بر آن و سهولت کارکرد آن مورد استقبال بسیار قرار گرفته‌است.
در این نوع چراغ دکل از پانل‌های سولار به عنوان جاذب انرژی خورشیدی استفاده شده و با استفاده از باتری جهت ذخیره‌سازی انرژی و همچنین
سنسورهای مادون قرمز به جای فتو سل و لامپهای LED به عنوان منبع روشنایی استفاده می‌گردد.
اکثر چراغ‌های دکل خورشیدی به صورت چشمک زن بوده که این امر باعث کاهش قابل توجه انرژی ذخیره شده در باتری می‌گردد.
۳-چراغ‌های دکل مورد استفاده می‌باید دارای گواهی حفاظت محیطی (IP) با متوسط حفاظت ۵۵ باشند.
۴- استفاده از بلور یا شیشه به عنوان طلق چراغ به علت عیوب فراوان مانند سنگینی بیش از حد، شکستگی آسان و خطرات ناشی از سقوط احتمالی
آنهاجای خود را به استفاده از طلق‌های پلی کربنات خود رنگ و نشکن داده که دارای عمر حداقل هفت ساله بوده و در مقابل تغییرات آب و هوایی بسیار مقاوم می‌باشند.
۵- بدنه چراغ دکل باید از جنس فلز بوده که استفاده از چدن بعلت وزن زیاد و خاصیت شکنندگی خیلی بالا و استفاده از آلومینیوم نیز بعلت خاصیت
انتقال حرارتی بسیار بالای این فلز و ترد بودن آن عملاً جای خود را به فولاد داده‌است. استفاده از رنگ مناسب با قدرت پوشش بالا از موارد
مورد لزوم چراغ‌های دکل می‌باشد.
۶- سایر مشخصه‌های چراغ‌های دکل می‌باید بر اساس دستورالعمل‌های ایکائو صورت پذیرد.

## سیستم برقگیر
سیستم برقگیر یا به عبارتی سیستم زمین به سیستم دریافت بار الکتریکی رعد و برق و انتقال آن به زمین می‌باشد تا از آسیب رساندن به آنتنها و متعلقات دیگر جلوگیری به عمل آید.